# Judith Kimble
Judith Elisabeth Kimble (* 1949) ist eine US-amerikanische Biochemikerin und Entwicklungsbiologin an der University of Wisconsin–Madison.

## Leben und Wirken
Judith Kimble erwarb 1971 an der University of California, Berkeley, einen Bachelor und arbeitete anschließend zwei Jahre an der Universität Kopenhagen. 1978 erwarb sie bei David I. Hirsh an der University of Colorado Boulder mit der Arbeit The post-embryonic cell lineages of the hermaphrodite and male gonads in Caenorhabditis elegans einen Ph.D. in Molekular-, Zell- und Entwicklungsbiologie. Als Postdoktorandin arbeitete sie bei dem späteren Nobelpreisträger John E. Sulston am Laboratory of Molecular Biology des Medical Research Council. Seit 1983 ist Kimble an der University of Wisconsin–Madison. Hier hat sie (Stand 2024) je eine nach Henry Vilas und Vannevar Bush benannte Professur für Biochemie inne. Von 1994 bis 2019 forschte sie zusätzlich für das Howard Hughes Medical Institute.
Kimble und Mitarbeiter erforschen die genetischen und molekularen Grundlagen (insbesondere Kontrolle der Translation) der Zelldifferenzierung, sie verwenden Caenorhabditis elegans als Modellorganismus. Forschungsgebiete sind a) die Kommunikation der Zellen untereinander während der Differenzierung, wobei sie einen stark konservierten Signalweg aufklärten, b) die Mechanismen der Kontrolle der Geschlechtsdifferenzierung auf organismischer und auf zellulärer Ebene und c) die Mechanismen, eine Asymmetrie im Embryo zu etablieren. Weitere Arbeiten befassten sich mit der Stammzellnische, mit dem Notch-Signalweg und dem Wnt-Signalweg.
Laut Datenbank Scopus hat Kimble einen h-Index von 68 (Stand April 2024).

## Auszeichnungen (Auswahl)
- 1995 Mitglied der American Academy of Arts and Sciences[3][4]
- 1995 Mitglied der National Academy of Sciences[5]
- 2000 Präsidentin der Genetics Society of America[6]
- 2002 Mitglied der American Philosophical Society[7]
- 2005 Präsidentin der Society for Developmental Biology[8]
- 2006 Fellow der American Association for the Advancement of Science
- 2024 Wiley Prize in Biomedical Sciences[9]